# Coś za coś (film)
Coś za coś – polski film fabularny z 1977 roku, w reżyserii Agnieszki Holland. Pierwowzorem scenariusza do filmu było opowiadanie autorstwa Andrzeja Szypulskiego pt. Życie seksualne białych myszek.

## Opis fabuły
Anna Walewska, 37-letnia psycholog i pracownik naukowy jest chłodna dla innych, ambitna, a czasami wręcz cyniczna. Ma męża, który jest naukowcem na politechnice, ale ma także kochanka – ot tak, dla przerwy po pracy. Nie mają dzieci, bo obydwoje są zajęci karierą. Tymczasem Anna dostaje wezwanie do jednego ze szpitali – młoda, 27-letnia kobieta próbowała się otruć lekami po wizycie pewnego mężczyzny. Dziewczyna początkowo nie chce z nią rozmawiać, jednak w końcu zwierza się Annie ze swoich problemów. Jak się okazuje, ma ona kochanka - pracownika naukowego Politechniki. Słuchając szczegółów relacji niedoszłej samobójczyni, Anna uświadamia sobie, że tajemniczym kochankiem jest jej własny mąż.

## Obsada aktorska[1]
- Barbara Wrzesińska − docent Anna Walewska
- Iwona Biernacka − samobójczyni Maria Królikowska
- Tadeusz Janczar − Jerzy Walewski, mąż Anny
- Andrzej Zaorski − kochanek Anny
- Jadwiga Colonna-Walewska − sekretarka Anny
- Teresa Marczewska − asystentka zwalniana przez Annę
- Elżbieta Osterwa − siostra oddziałowa
- Danuta Rastawicka(inne języki)
- Daria Trafankowska − nowo przyjęta asystentka Anny
- Krystyna Wachelko-Zaleska − dziewczyna z wózkiem na klatce schodowej
- Wojciech Brzozowicz − asystent Anny
- Krystyna Kołodziejczyk − pielęgniarka